# Nyanza (stad)
Nyanza is een stad in Rwanda en is de hoofdplaats van de provincie Sud. De stad ligt zo'n 100 kilometer ten zuiden van de hoofdstad Kigali.
Nyanza telde in 2002 bij de volkstelling 55.699 inwoners.
Nyanza was de hoofdstad van het Koninkrijk Rwanda van 1958 tot 1962.